# Икасуриага, Эктор
Э́ктор Икасуриа́га (исп. Héctor Icazuriaga, род. 1955) — государственный и политический деятель Аргентины, член партии Фронт за победу.

## Биография
Родился в Чивилкое, окончил Национальный университет Ла-Платы, по образованию — юрист. В провинции Санта-Крус был избран в Законодательное Собрание провинции от хустисиалистской партии. Икасуриага был избран вице-спикером Законодательного Собрания провинции, а после избрания вице-губернатора провинции Серхио Асеведо в Палату депутатов Национального конгресса Аргентины в 1999 году, губернатор провинции Санта-Крус Нестор Киршнер назначил его на должность вице-губернатора.
В 2003 году, после своей победы на президентских выборах, Н. Киршнер назначил Икасуриагу губернатором провинции Санта-Крус, в этой должности Икасуриага находился с 24 мая по 10 декабря 2003 года. 10 декабря 2003 года Киршнер назначил Икасуриагу на должность директора СИДЕ вместо С. Асеведо. Э. Икасуриага занимал должность руководителя этой спецслужбы дольше, чем кто-либо из его предшественников. После избрания президентом в 2007 году жены Нестора Кристины сохранил свой пост и поддерживал хорошие отношения с обоими супругами.
В декабре 2014 года Эктор Икасуриага вместе со своим заместителем подал в отставку с должности руководителя национальной разведки.

### Семья
Женат, двое детей.